# Peter Winnemöller
Peter Winnemöller (* 1962) ist ein deutscher Journalist und Blogger.

## Leben
Peter Winnemöller absolvierte zunächst eine Ausbildung als Fernmeldeelektroniker und war in diesem Beruf tätig. Nach seinem Abitur studierte er von 1992 bis 1997 Katholische Theologie und Elektrotechnik an der Gesamthochschule–Universität Paderborn.
Als freiberuflicher Journalist und Autor sowie Kolumnist ist er seit 2007 tätig und betreibt den eigenen Blog katholon.de zu Medien- und Kirchenthemen. Zudem ist er bei dem privaten Online-Magazin kath.net engagiert, ebenso wie in Printmedien wie Vatican Magazin, KOMMA, Die Neue Ordnung und weitere.
Seit 2020 ist er verantwortlicher Onlineredakteur bei der rechtskatholischen Wochenzeitung  Die Tagespost.